# Welschgasse 9
Welschgasse 9 ist ein denkmalgeschütztes Wohnhaus in der rheinland-pfälzischen Stadt Frankenthal. Das Gebäude gehörte bis 1838 als protestantisches Knäbleinschulhaus zu den vier Volksschulen der Stadt.

## Lage
Das Haus befindet sich an der Ostseite der Welschgasse, die zu den ältesten Straßen der Stadt gehört. Gegenüber befindet sich der Neubau der Staatsanwaltschaft des Frankenthaler Justizzentrums. Im Jahr 1816 wurde schräg gegenüber von Johann Bernhard Spatz der Südflügel des Landgerichts (ehemals als Kreis- bzw. Bezirksgericht bezeichnet) angelegt, der auch das Bezirksgefängnis und eine Gendarmeriekaserne umfasste. Südlich des Hauses wurde der Fuchsbach in einen Tunnel geführt, der westlich der Welschgasse offen verlief.

## Geschichte
Die Erbauung des Hauses ist nicht datiert. Es diente bis 1838 als protestantisches Knäbleinschulhaus. Entsprechende Schulhäuser gab es auch für Mägdlein und die katholischen Schüler. Johann Georg Lehmann (1744–1817) war mehr als fünfzig Jahre protestantischer Knäbleinschulmeister. Seine zweite Frau Elisabeth Margarete starb 1814 an den Folgen eines Raubüberfalls. In der Zeit der provisorischen Verwaltung hatte ein „Ungeheuer“ versucht die Kuh des Lehrers zu stehlen.
Zu seinen Kindern, die in diesem Haus aufwuchsen gehörten der Pfarrer Wilhelm Lehmann (Vater des Historikers Johann Georg Lehmann) und der Rentmeister Carl Lehmann. Letzterer wurde 1832 königlich bayerischer Hypothekenbewahrer und damit ranghöchster Beamter im Landgerichtsbezirk Frankenthal. Als Bürgermeister der Stadt (1835–1853, 1856–1868) setzte er sich für die Verbesserung der Schulsituation ein. Im Jahr 1838 wurden die vier Schulhäuser in der Stadt verkauft und ein Gemeinschaftsschulhaus eröffnet. Die bayerischen Normen sahen damals einen Platzbedarf von einem halben Quadratmeter je Schüler vor.
Die vier ehemaligen Schulhäuser wurden als Wohnhäuser genutzt. Die drei anderen wurden im September 1943 bei einem Bombenangriff zerstört. Ein fünftes „Schulhaus“, der 1838 als protestantische Vorbereitungsschule bestehende Kindergarten, blieb baulich fast unverändert bis in die 1970er Jahre erhalten. Er musste einem Neubau weichen.

## Beschreibung
Das Gebäude wird im Denkmalverzeichnis als „zweiteiliger Putzbau“ beschrieben und „vor 1838“ datiert. Das nördliche Hauptgebäude wurde nach 1918 aufgestockt. Bei den Sanierungsmaßnahmen im Bereich Südliche Bahnhofstraße/Schlossergasse wurde das eingeschossige, südliche Nebengebäude abgerissen und durch einen zweigeschossigen Anbau des Wohnhauses ersetzt. Durch diesen Teil des Hauses führt die Aus- und Einfahrt in die Tiefgarage des Sanierungsgebietes.
Bis zum Abriss hatte dieser Teil die Toreinfahrt eines kleinbäuerlichen Anwesens. Im steilen Satteldach war ein nach Osten offener Trockenboden angelegt. In diesem Anbau befand sich vermutlich früher der Stall mit der Kuh des Lehrers. Später wurden die Räume zu Wohnzwecken genutzt.
Das Hauptgebäude ist ein zweigeschossiges Haus, das traufständig an Straße steht. Es zeigt sieben Fensterachsen. Im Satteldach sind unsymmetrisch drei Dachgauben eingesetzt. Die Fenster sind zweiteilig und wie die Fensterläden jüngeren Datums. Die Fenstergewänder im Erdgeschoss sind einfach gehalten. Die Steinmetzarbeiten am Eingang sind ebenfalls nicht aufwändig. Die kleine Treppe des Zugangs wurde wohl von der Gasse in den Eingangsbereich verlegt. Der rückwärtige Teil des Hauses wurde modernisiert.
In dem im 19. Jahrhundert noch eingeschossigen Gebäude befand sich die kleine Wohnung der Lehrerfamilie und der Schulsaal, der möglicherweise auch als Wohnstube diente.